# Dillenia salomonensis
Dillenia salomonensis är en tvåhjärtbladig växtart som först beskrevs av Cyril Tenison White, och fick sitt nu gällande namn av Hoogl. Dillenia salomonensis ingår i släktet Dillenia och familjen Dilleniaceae. Inga underarter finns listade i Catalogue of Life.